# 渡邊良朗
渡邊 良朗（わたなべ よしろう、1952年10月10日 - ） は、日本の水産学者。専門は海洋生物資源科学。東京大学名誉教授。元水産海洋学会会長。科学技術庁長官賞受賞。

## 人物・経歴
岐阜県美濃加茂市生まれ。1971年岐阜県立岐阜高等学校卒業。1975年北海道大学水産学部水産増殖学科卒業、北海道大学大学院入学。1982年北海道大学大学院水産学研究科水産増殖学専攻博士課程修了、水産学博士。1984年水産庁東北区水産研究所研究員。1990年水産庁東北区水産研究所研究室長。1991年科学技術庁長官賞受賞。1992年水産庁中央水産研究所研究室長。1995年東京大学海洋研究所助教授。1999年東京大学海洋研究所教授。2001年水産海洋学会副会長。2005年水産海洋学会会長。2010年東京大学大気海洋研究所教授。2018年停年退職。

## 著書
- 『イワシ : 意外と知らないほんとの姿』恒星社厚生閣 2012年